# Víctor Díaz-Cardiel

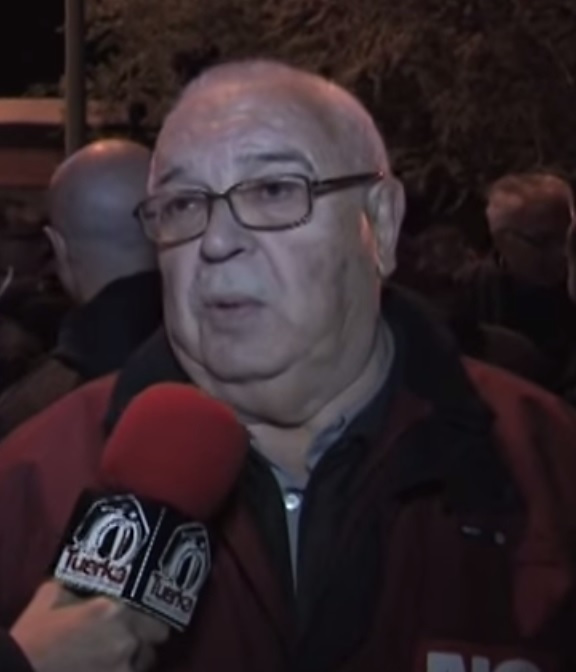
Víctor Díaz-Cardiel en 2012

Víctor Díaz-Cardiel González (Fuensalida, 1935) es un político español, histórico militante del Partido Comunista de España (PCE).
Obrero metalúrgico, Díaz-Cardiel es militante del PCE desde 1956. Formó parte de su Comité Central y su Comité Ejecutivo. Por su actividad política fue encarcelado por la dictadura franquista y pasó nueve años en prisión, de 1965 a 1974. En 1977, en las primeras elecciones generales tras la dictadura, fue candidato por Madrid al Congreso de los Diputados. Así mismo fue secretario general del Partido Comunista de Madrid durante la Transición española y director de la Fiesta del PCE. Participa en Izquierda Unida desde su fundación en 1986, y fue secretario de organización, miembro de su Consejo Político y de su Presidencia. Actualmente jubilado, es el portavoz de la Plataforma por un Centro para la Paz y la Memoria en la antigua cárcel de Carabanchel y participa en iniciativas por la República. 